# Brandon Boston
Brandon Elliot „B.J.” Boston Jr (ur. 28 listopada 2001 w Norcross) – amerykański koszykarz, występujący na pozycji rzucającego obrońcy, obecnie zawodnik Los Angeles Clippers.
W 2020 został wybrany do udziału w meczach gwiazd amerykańskich szkół średnich – McDonald’s All-American, Allen Iverson Roundball Classic i Jordan Brand Classic, został też wybrany najlepszym koszykarzem i sportowcem szkół średnich stanu Kalifornia (California Mr. Basketball według CalHiSports, USA Today).
W 2021 reprezentował Los Angeles Clippers podczas rozgrywek letniej ligi NBA w Las Vegas.